# Natalia Pablos
Natalia Teresa Pablos Sanchón (* 15. Oktober 1985 in Madrid) ist eine ehemalige spanische Fußballspielerin.

## Karriere

### Vereine
Pablos begann beim CD Buen Retiro, einem Verein am östlichen Rand der Innenstadt Madrids, mit dem Fußballspielen. Bereits im Alter von 14 Jahren gehörte sie der ersten Frauenfußballmannschaft von Rayo Vallecano an, kam von 2000 bis 2003 in der Primera Federación, der zweithöchsten Spielklasse im spanischen Frauenfußball erstmals im Seniorinnenbereich zum Einsatz. Mit dem Aufstieg 2003 kam sie bis 2011 in der Superliga bzw. von 2011 bis 2013 in der Primera División zu insgesamt 192 Punktspielen, in denen sie mit 161 Toren eine beachtliche Torquote erzielte. Ihr erstes von fünf Saisonspielen in der höchsten Spielklasse gab sie am 21. Dezember 2003 (13. Spieltag) bei der 1:2-Niederlage im Heimspiel gegen SD Lagunak als Einwechselspielerin in der 60. Minute. Ihre ersten beiden Tore in der Primera División erzielte sie am 3. April 2004 (22. Spieltag) beim 7:0-Sieg im Auswärtsspiel gegen Nuestra Señora de Belén mit den Treffern zum 5:0 und 7:0 in der 50. und 83. Minute. Während ihrer Vereinszugehörigkeit gewann sie mit ihrer Mannschaft dreimal in Folge die Meisterschaft und im Jahr 2008 den nationalen Vereinspokal.
Im März 2013 begab sie sich nach England und kam für den Erstligisten Bristol Academy Women in 14 Punktspielen zum Einsatz, in denen ihr acht Tore gelangen. In das Madrider Stadtviertel Vallecas zurückgekehrt spielte sie ein zweites Mal für Rayo Vallecano; vom 1. Dezember 2013 (11. Spieltag) bis zum 15. Februar 2014 (21. Spieltag) bestritt sie sieben Punktspiele, in denen sie vier Tore erzielte. Danach kehrte sie nach England zurück und spielte ebenfalls ein zweites Mal für Bristol Academy Women. In der Spielzeit 2014 bestritt sie 13 von 14 Punktspielen in der Women’s Super League 1 und erzielte vier Tore. In den Spielzeiten 2015 und 2016 kam sie für den Arsenal Women FC in insgesamt 24 Punktspielen zum Zuge und erzielte elf Tore in dieser Spielklasse. Mit der Mannschaft gewann sie in den Jahren 2015 und 2016 jeweils einen Pokaltitel.
Ein drittes Mal nach Rayo Vallecano zurückgekehrt, bestritt sie vom 29. Oktober 2016 (8. Spieltag) bis zum 21. Mai 2017 (21. Spieltag) 21 Punktspiele, in denen sie ebenso viele Tore erzielte. Nach dieser Saison, in der ihre Tore das Vallecano-Team beflügelten, beschloss sie, ihren Rücktritt bekannt zu geben, aber ihr Verein lehnte dies ab und behauptete eine Klausel, nach der sie dem Verein 250.000 Euro zahlen müsste, wenn sie den Vertrag nicht einhält. So bestritt sie in der Folgesaison 29 Punktspiele, in denen sie 15 Tore erzielte. Im September 2018, nachdem Oriana Altuve einen Monat zuvor verpflichtet worden war, gewährte ihr der Verein schließlich Handlungsfreiheit, die es ihr ermöglichte, ihre Spielerkarriere zu beenden.

### Nationalmannschaft
Nachdem Pablos 19 Länderspiele für die U19-Nationalmannschaft bestritten und mit ihr 2004 in Finnland den Europameistertitel gewonnen hatte, debütierte sie am 11. Mai 2006 in der A-Nationalmannschaft. Es war das achte Spiel der WM-Qualifikationsgruppe 3 der Europäischen Zone/UEFA für die Weltmeisterschaft 2007 in der Volksrepublik China, das torlos gegen die Nationalmannschaft Finnlands endete. Es folgten die ersten beiden Spiele der 2. Qualifikationsrunde für die Europameisterschaft 2009 in Finnland. Daraufhin trat sie aus persönlichen Gründen zurück.
Erst im September 2013 kehrte sie wieder in die Nationalmannschaft zurück. Ein Jahr später bestritt sie alle zehn Spiele der WM-Qualifikationsgruppe 2 der Europäischen Zone/UEFA. Dabei gelangen ihr im fünften Spiel beim 12:0-Sieg über die Nationalmannschaft Nordmazedoniens in Logroño gleich fünf Tore. Mit ihren zwei Toren im neunten Spiel am 13. September 2014 in Iași beim 2:0-Sieg über die Nationalmannschaft Rumäniens sorgte sie für die erste Teilnahme an einer Weltmeisterschaft in der Geschichte des spanischen Fußballverbandes. Sie gehörte zum Aufgebot für die Weltmeisterschaft 2015 in Kanada. Sie bestritt alle drei Spiele der Gruppe E und schied mit ihrer Mannschaft als Gruppenletzter vorzeitig aus dem Turnier aus.

## Erfolge
Nationalmannschaft
- U19-Europameister 2004

Vereine
- Spanischer Meister 2009, 2010, 2011
- Spanischer Pokal-Sieger 2008
- Englischer Pokal-Sieger 2016 (ohne Finaleinsatz)
- Englischer Ligapokal-Sieger 2015